# Sami Gabra
Pour les articles homonymes, voir Gabra.
Sami Gabra est un égyptologue égyptien, né à Assiout (Égypte) le 24 avril 1892, mort le 19 mai 1979 à Miṣr al-ǧidīdah.
Sami Gabra est de 1925 à 1928 conservateur du musée égyptien du Caire, professeur à l'université du Caire et fondateur de la Société d'Archéologie Copte. Il participe à des fouilles à Der Tasa, Tourah, Tounah el-Gebel, Dahchour et Meir.

## Publications
- Les Conseils de fonctionnaires dans l'Égypte pharaonique : scènes de récompenses royales aux fonctionnaires, Le Caire, 1929.
- Peintures à fresques et scènes peintes à Hermoupolis-Ouest <Touna El-Gebel>, Le Caire, Imprimerie de l'Institut français d'archéologie orientale, 1954.
- Chez les derniers adorateurs du Trismegiste : La nécropole d'Hermopolis, Touna el Gebel, Le Caire, 1971.
- Avec Dia' Abou-Ghazi, Ramadan el-Sayed, From Tasa to Touna, Le Caire, Dar al-Maaref, 1984.